# 約翰·懷特·韋伯斯特

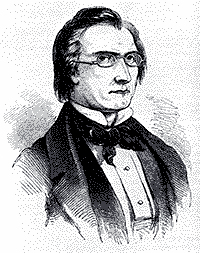
約翰·懷特·韋伯斯特的肖像

約翰·懷特·韋伯斯特（1793年5月20日—1850年8月30日）是美國的著名罪犯，他於1842年殺害了他的同事喬治·帕克曼，最終被判絞刑。韋伯斯特1793年出生在波士頓，他的祖父是一名商人，但這並未為他帶來太大的財富。1815年，他畢業於哈佛大學的醫學院，隨後他到了英國行醫。婚後，他回到波士頓在一間私人診所執業，這些都未為韋伯斯特帶來成功，他只好於1824年回到哈佛醫學院擔任化學系講師，並於1827年晉升為教授，年薪為800-1200美元，不過對改善韋伯斯特的債務起不了太大作用。1849年，韋伯斯特邀請他其中一位債權人喬治·帕克曼到他的實驗室參觀，自此帕克曼人間消失。警方於是拘捕韋伯斯特，並在其實驗室中搜到一名成年男性的骸骨，但以當時的法證技術，未能確切肯定骸骨為帕克曼，縱然有牙醫靠牙科紀錄頂證，但都不能百分百入韋伯斯特的罪。不過法官最後都判韋伯斯特，判處絞刑。韋伯斯特在臨死前終於認了罪，指殺了帕克曼後將他的屍體燒毀。